# Record du monde de Rubik's Cube
| Temps   | Compétiteur       | Nationalité  | Lieu                                          | Date             |
| ------- | ----------------- | ------------ | --------------------------------------------- | ---------------- |
| 3 s 05  | Xuanyi Geng       | Chine        | "Shenyang Spring 2025", Chine                 | 13 avril 2025    |
| 3 s 08  | Yiheng Wang       | Chine        | "XMUM Cube Open 2025", Malaisie               | 16 février 2025  |
| 3 s 13  | Max Park          | États-Unis   | "Long beach 2023", États-Unis                 | 12 juin 2023     |
| 3 s 47  | Yusheng Du        | Chine        | "Wuhu Open 2018", Chine                       | 24 novembre 2018 |
| 4 s 22  | Feliks Zemdegs    | Australie    | "Cube for Cambodia 2018", Australie           | 6 mai 2018       |
| 4 s 59  | Feliks Zemdegs    | Australie    | Hobart Summer 2018, Australie                 | 27 janvier 2018  |
| 4 s 59  | SeungBeom Cho     | Corée du Sud | "ChicaGhosts 2017", Corée du Sud              | 28 octobre 2017  |
| 4 s 69  | Patrick Ponce     | États-Unis   | Rally In The Valley 2017, États-Unis          | 2 septembre 2017 |
| 4 s 73  | Feliks Zemdegs    | Australie    | POPS Open 2016, Australie                     | 11 décembre 2016 |
| 4 s 74  | Mats Valk         | Pays-Bas     | Jawa Timur Open 2016, Indonésie               | novembre 2016    |
| 4 s 90  | Lucas Etter       | États-Unis   | River Hill Fall 2015, États-Unis              | 21 novembre 2015 |
| 5 s 25  | Collin Burns      | États-Unis   | Doylestown Spring 2015, États-Unis            | 25 avril 2015    |
| 5 s 55  | Mats Valk         | Pays-Bas     | Zonhoven Open 2013, Belgique                  | mars 2013        |
| 5 s 66  | Feliks Zemdegs    | Australie    | Melbourne Winter Open 2011, Australie         | 25 juin 2011     |
| 6 s 18  | Feliks Zemdegs    | Australie    | Melbourne Winter Open 2011, Australie         | 25 juin 2011     |
| 6 s 24  | Feliks Zemdegs    | Australie    | Kubaroo Open 2011, Australie                  | 7 mai 2011       |
| 6 s 65  | Feliks Zemdegs    | Australie    | Kubaroo Open 2011, Australie                  | 7 mai 2011       |
| 6 s 65  | Feliks Zemdegs    | Australie    | Melbourne Summer Open 2011, Australie         | janvier 2011     |
| 6 s 77  | Feliks Zemdegs    | Australie    | Melbourne Cube Day 2010, Australie            | 13 novembre 2012 |
| 7 s 03  | Feliks Zemdegs    | Australie    | Melbourne Cube Day 2010, Australie            | 13 novembre 2010 |
| 7 s 08  | Erik Akkersdijk   | Pays-Bas     | Czech Open 2008, Tchéquie                     | juillet 2008     |
| 8 s 72  | Yu Nakajima       | Japon        | Kashiwa Open 2008, Japon                      | 5 mai 2008       |
| 8 s 72  | Yu Nakajima       | Japon        | Kashiwa Open 2008, Japon                      | 5 mai 2008       |
| 9 s 18  | Édouard Chambon   | France       | Murcia Open 2008, Espagne                     | 23 février 2008  |
| 9 s 55  | Ron van Bruchem   | Pays-Bas     | Dutch Championship 2007, Pays-Bas             | 24 novembre 2007 |
| 9 s 77  | Erik Akkersdijk   | Pays-Bas     | Dutch Open 2007, Pays-Bas                     | octobre 2007     |
| 9 s 86  | Thibaut Jacquinot | France       | Spanish Open 2007, Espagne                    | 5 mai 2007       |
| 10 s 36 | Édouard Chambon   | France       | Belgian Open 2007, Belgique                   | février 2007     |
| 10 s 48 | Toby Mao          | États-Unis   | US Nationals 2006, États-Unis                 | août 2006        |
| 11 s 13 | Leyan Lo          | États-Unis   | Caltech Winter competition 2006, États-Unis   | 14 janvier 2006  |
| 11 s 75 | Jean Pons         | France       | Dutch Open 2005, Pays-Bas                     | 16 octobre 2005  |
| 12 s 11 | Shotaro Makisumi  | Japon        | Caltech Spring competition 2004, États-Unis   | 3 avril 2004     |
| 13 s 93 | Shotaro Makisumi  | Japon        | Caltech Spring competition 2004, États-Unis   | 3 avril 2004     |
| 14 s 76 | Shotaro Makisumi  | Japon        | Caltech Winter competition 2004, États-Unis   | 18 janvier 2006  |
| 15 s 07 | Shotaro Makisumi  | Japon        | Caltech Winter competition 2004, États-Unis   | 24 janvier 2004  |
| 16 s 53 | Jess Bonde        | Danemark     | World Rubik's Games Championship 2003, Canada | août 2003        |
| 16 s 71 | Dan Knights       | États-Unis   | World Rubik's Games Championship 2003, Canada | août 2003        |
| 22 s 95 | Minh Thai         | États-Unis   | World Rubik's Cube Championship 1982, Hongrie | 5 juin 1982      |